# Tamaholipa
Tamaholipa är en ort i Mexiko.   Den ligger i kommunen González och delstaten Tamaulipas, i den centrala delen av landet, 400 km norr om huvudstaden Mexico City. Tamaholipa ligger 44 meter över havet och antalet invånare är 223.
Terrängen runt Tamaholipa är huvudsakligen platt, men åt sydost är den kuperad. Runt Tamaholipa är det glesbefolkat, med 10 invånare per kvadratkilometer. Närmaste större samhälle är Gustavo A. Madero, 11,9 km nordväst om Tamaholipa. Trakten runt Tamaholipa består till största delen av jordbruksmark.